# Ponte dos Sete Arcos

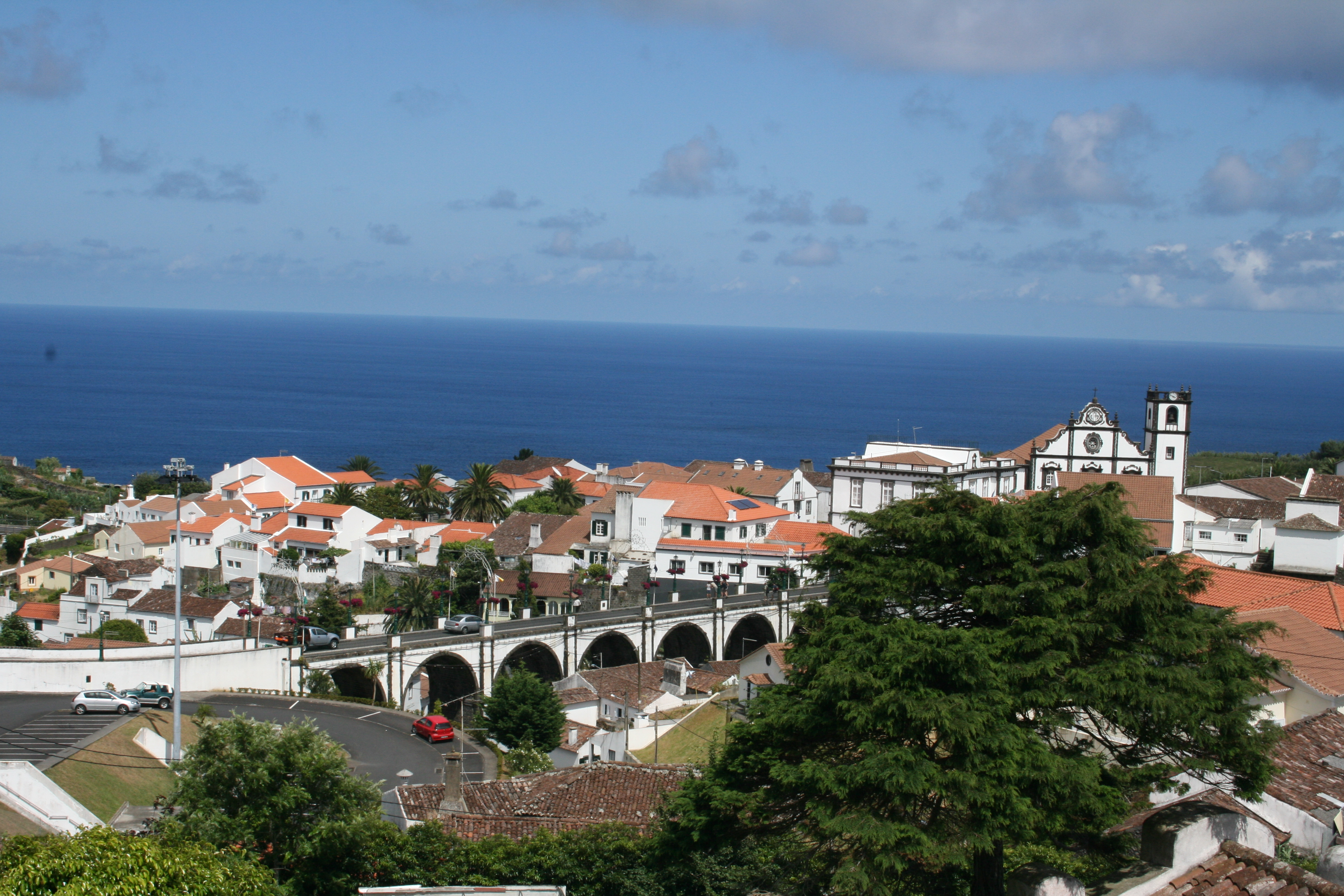
Ponte dos Sete Arcos, vila do Nordeste.

O Viaduto da Vila, popularmente referido como Ponte dos Sete Arcos, localiza-se na Estrada Regional 1-1 (ER-1-1), na vila e concelho do Nordeste, na ilha de São Miguel, na Região Autónoma dos Açores, em Portugal. "Ex libris" da vila, serve de acesso ao centro da mesma para quem vem da Ribeira Grande e de Ponta Delgada.

## História
Remonta ao último quartel do século XIX, tendo sido erguido em 1882-1883 no conjunto de obras empreendidas por António Alves de Oliveira (1847-1936) responsável ainda pelas obras de reconstrução do cais e o varadouro do Nordeste (1875), do edifício dos Paços do Concelho (1875), da construção do Farol da Ponta do Arnel (1876), da estrada da Tronqueira (a primeira digna desse nome, ligando o Nordeste ao resto da ilha, pela Povoação), entre muitas outras.